# Naboth

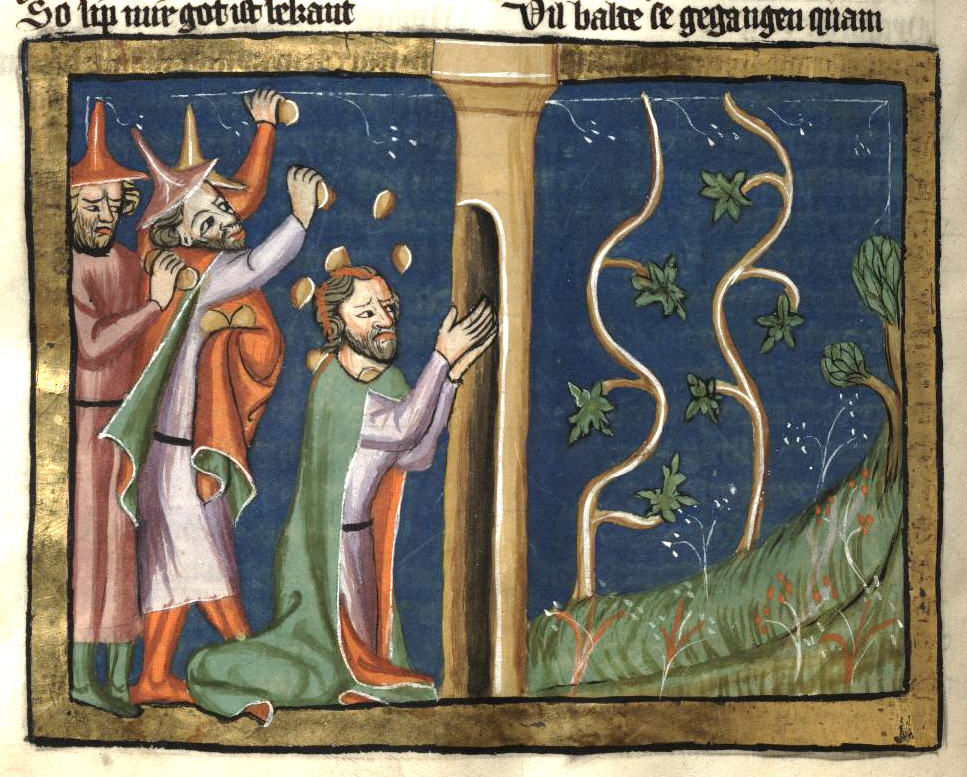
Naboth lapidé devant sa vigne, extrait de la Chronique universelle de Rodolphe d'Ems. Artiste anonyme (entre 1350 et 1375)

Naboth (hébreu : נבות (Naboth)) est un Israélite dont l'histoire est racontée dans la Bible, dans le Premier livre des Rois. Il est la victime et le symbole d'une double injustice.

## Présentation

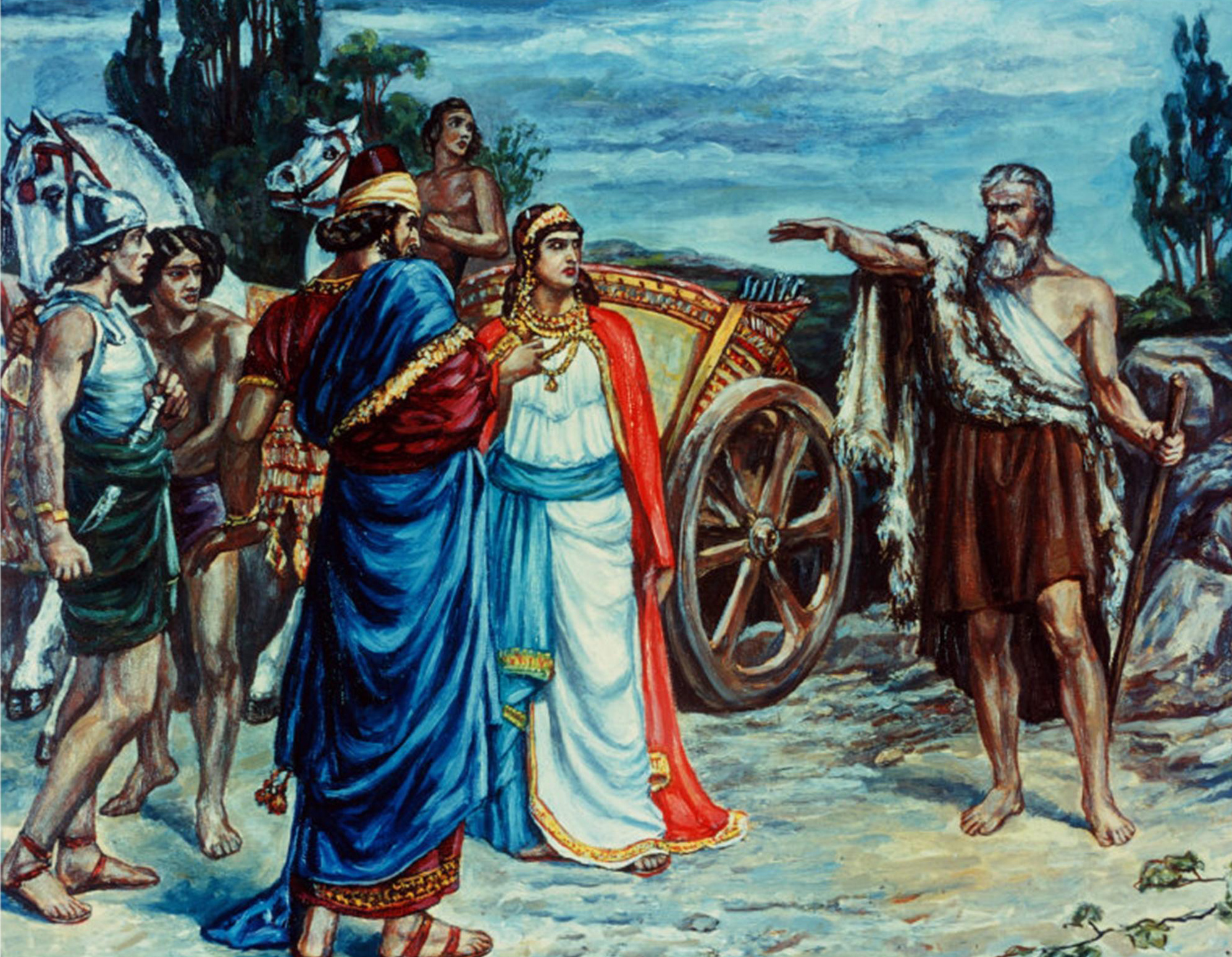
La prophétie d'Élie contre Achab et Jézabel à la vigne de Naboth. Illustration de sir Francis Dicksee (1853-1928)

Naboth possède à Jezraël une vigne qui touche le palais d'Achab, roi d'Israël.  Le souverain lui propose de la lui acheter, mais Naboth refuse, car elle est l'héritage de ses pères, et la loi défend toute aliénation des biens patrimoniaux,.
Achab renonce à l'idée, mais Jézabel, femme d'Achab, convaincue de la prérogative  des rois, s'obstine. Elle demande à deux complices d'insulter Naboth et de déclarer ensuite qu'il a blasphémé contre Dieu. Le stratagème fonctionne et elle réussit à faire condamner à mort Naboth par lapidation.
Au moment où Achab prend possession de la vigne, le prophète Élie prédit aux deux époux qu'ils paieront leur faute de leur vie et de la ruine de leur dynastie. Achab exprime un repentir sincère. Dieu l'épargne alors, et annonce qu'il fera venir le malheur sur sa maison pendant la vie de son fils. La Bible montre l'accomplissement de cette prophétie par la main de Jéhu.
Les paroles de Dieu à Élie visant Achab : « Tu lui diras : Ainsi parle l’Éternel : N’es-tu pas un assassin et un voleur ? » (הֲרָצַחְתָּ וְגַם יָרָשְׁתָּ) traduisent le double crime commis contre Naboth.

## Théâtre
- Roland de Marcé publie Achab en 1601.

- Jean Racine rend ces passages célèbres en les résumant dans Athalie (acte Ier)[1]

## Cinéma
Le rôle de Naboth est interprété par :
- Ludwig Donath dans Les Péchés de Jézabel (1953)